# Lijst van afleveringen van Penoza
Dit is een lijst van afleveringen van de Nederlandse televisieserie Penoza. De serie telde 5 seizoenen en 48 afleveringen.

## Overzicht
| Seizoen | Aantal afleveringen | Uitgezonden                          | Verschijningsdatum dvd/blu-ray |  |
| ------- | ------------------- | ------------------------------------ | ------------------------------ |  |
| I       | 8                   | 12 september 2010 – 31 oktober 2010  | 16 november 2010               |  |
| II      | 10                  | 25 november 2012 – 20 januari 2013   | 19 februari 2013               |  |
| III     | 10                  | 29 september 2013 – 1 december 2013  | 17 december 2013               |  |
| IV      | 10                  | 13 september 2015 – 15 november 2015 | 15 december 2015               |  |
| V       | 10                  | 27 augustus 2017 – 29 oktober 2017   | 14 november 2017               |  |

## Afleveringen

### Seizoen I (2010)
| Nr. | Titel                     | Regisseur            | Schrijver(s)         | Datum             | Kijkcijfers |
| --- | ------------------------- | -------------------- | -------------------- | ----------------- | ----------- |
| 1 | Het begin                 | Diederik van Rooijen | Pieter Bart Korthuis | 12 september 2010 | 750.000     |
| Wanneer Boris een klasgenootje bedreigt met een pistool van zijn vader, is voor Carmen de maat vol. Carmen eist dat Frans "er per direct uitstapt" of ze wil een scheiding aanvragen. Dit dreigement komt slecht uit voor Frans, die op hetzelfde moment zwaar in de problemen raakt als hij samen met Irwan en Steven wordt betrapt bij het rippen van een stash van Christian Schiller. |                           |                      |                      |                   |             |
| 2 | Onaangename verrassingen  | Diederik van Rooijen | Pieter Bart Korthuis | 19 september 2010 | 675.000     |
| Carmen is in spanning over Frans' leven, nadat hij is geliquideerd, maar wordt ook benaderd door rechercheur Jim Leeflang. Hij leidt een onderzoek naar de liquidatie. Tot haar verbazing blijkt dat Frans op het punt stond een deal te sluiten met Jim over zijn netwerk, om zo eruit te kunnen komen. Nu Frans in het ziekenhuis ligt en Irwan is opgepakt, staat Steven er alleen voor. De schrik is groot als de hele stash verdwenen is. |                           |                      |                      |                   |             |
| 3 | Onder druk gezet          | Diederik van Rooijen | Pieter Bart Korthuis | 26 september 2010 | 666.000     |
| Carmen bezoekt Irwan in de gevangenis om zo antwoorden te krijgen op al haar vragen. Irwan heeft vermoedens en waarschuwt Carmen, en om niet alles te verliezen wat Irwan in al die jaren heeft opgebouwd, wil Irwan dat Carmen tijdelijk de leiding van 'De Winkel' op zich neemt. Carmen weigert, want ze heeft genoeg te verduren met de getraumatiseerde Boris en de opstandige Natalie. Carmens vertrouwen in Steven is weg en dit blijkt voor Steven grote gevolgen te hebben. Dan dient zich er een schuldeiser aan...                                                    |                           |                      |                      |                   |             |
| 4 | Confrontaties             | Diederik van Rooijen | Elbe Stevens         | 3 oktober 2010    | 510.000     |
| Carmen gaat de confrontatie aan met Christian Schiller, en komt tot onaangename ontdekkingen. Luther wordt door André en Carmen als beveiliger ingezet en trekt zich het lot van Boris steeds meer aan. Steven gaat er steeds harder op achteruit nu hij geen inkomsten meer heeft en de schuldeisers nemen dan maar genoegen met wat Steven wel heeft. |                           |                      |                      |                   |             |
| 5 | Onderling wantrouwen      | Diederik van Rooijen | Franky Ribbens       | 10 oktober 2010   | 556.000     |
| Carmen heeft een eenmalige deal met Schiller voor één transport gemaakt. Carmen heeft de hulp van Steven hard nodig, maar als hun 'mol' wegvalt lijkt ook het transport te gaan mislukken. Echter houdt Carmen er een dubbele agenda op na, wanneer zij Luther de opdracht geeft om Steven in de gaten te houden. Door de relatie tussen Carmen en Steven, lijkt ook de band tussen Carmen en Sandrina te verslechteren. |                           |                      |                      |                   |             |
| 6 | Geen weg terug            | Diederik van Rooijen | Franky Ribbens       | 17 oktober 2010   | 541.000     |
| Natalie is van huis weggelopen en nu wil Carmen het transport van Schiller afblazen. Carmen weet niet wie ze wel of niet kan vertrouwen, ze verdenkt zowel Schiller als Steven. Steven belandt op de eerste hulp en wordt door rechercheur Leeflang ondervraagd. Leeflang biedt hem een plaats in een getuigenbeschermingsprogramma, maar dan moet Steven wel alles opbiechten. Steven probeert bij Carmen goed spel te spelen door te zeggen dat iemand heeft geluld tegen de politie. Voor Carmen en Steven is het een race tegen de klok, om hun transport veilig te stellen. |                           |                      |                      |                   |             |
| 7 | Aan de top van de misdaad | Diederik van Rooijen | Pieter Bart Korthuis | 24 oktober 2010   | 639.000     |
| Carmen heeft Steven definitief aan de zijlijn geplaatst en neemt als enige de leiding over 'De Winkel'. Echter zit Leeflang haar nu 24/7 op haar nek. Als Schiller opnieuw een transport wil, ziet Carmen maar één uitweg. Met behulp van Marleen probeert Carmen samen met haar kinderen te vluchten. Steven zit volledig aan de grond en ondergaat z'n laatste plan om zich een weg naar boven te vechten. |                           |                      |                      |                   |             |
| 8 | Het uur van de waarheid   | Diederik van Rooijen | Pieter Bart Korthuis | 31 oktober 2010   | 630.000     |
| Na de dood van Marleen is de familie De Rue in rouw. Hierdoor krijgt Irwan vervroegd verlof en besluit wraak te nemen. Johan houdt Carmen verantwoordelijk voor de dood en wil geen contact met de familie De Rue. Carmen vindt eindelijk antwoorden en weet wie er achter de moord op haar man zat. Als daarna alle puzzelstukjes op hun plaats vallen, neemt ze een rigoureus besluit. |                           |                      |                      |                   |             |

### Seizoen II (2012-2013)
| Nr. | Titel                      | Regisseur            | Schrijver(s)         | Datum            | Kijkcijfers |
| --- | -------------------------- | -------------------- | -------------------- | ---------------- | ----------- |
| 9 | Terug van weggeweest       | Diederik van Rooijen | Pieter Bart Korthuis | 25 november 2012 | 802.000     |
| Carmen is een nieuw leven begonnen onder de naam Carmen van der Zee. Het contact met haar familie en vrienden heeft ze sinds haar vertrek volledig verbroken. Hoewel iedereen denkt dat Carmen ergens op een wit strand ligt, blijkt ze dichter bij te zijn dan gedacht. Carmen is gelukkiger dan ooit en geniet van haar rust. Maar dit blijkt slechts een illusie, want haar illusie van veiligheid wordt ruw verstoord... |                            |                      |                      |                  |             |
| 10 | Terug van weggeweest       | Diederik van Rooijen | Franky Ribbens       | 25 november 2012 | 802.000     |
| Justitie wil Carmen als kroongetuige in de zaak tegen Irwan en Henk Ooms, omdat zij degene was die destijds de USB-stick met alle gegevens heeft overhandigd. Ondertussen zit Irwan vanuit de bak verschillende zaakjes te regelen en gaat dit ten koste van Carmen, die op haar beurt weer met behulp van haar advocaat een goede deal probeert te sluiten. Carmen ziet uiteindelijk geen andere uitweg dan in de rechtszaal de confrontatie met haar broer aan te gaan.                                                                                                  |                            |                      |                      |                  |             |
| 11 | Op de dodenlijst           | Diederik van Rooijen | Karin van der Meer   | 2 december 2012  | 836.000     |
| Carmen heeft een afspraak met haar oude vriendin Sandrina, die vertelt dat Hanneke zwanger is en getrouwd is met Irwan. Hanneke is op haar beurt blij dat ze Irwan kan ophalen, maar had niet gerekend op de komst van Berry, die op zijn beurt ook op Irwan stond te wachten om wat aan oude rekeningen te helpen herinneren. Irwan wordt onder druk gezet en beseft dat hij Carmens hulp hard nodig heeft, maar ook door de laatste wens van hun stervende vader. |                            |                      |                      |                  |             |
| 12 | Zoektocht naar de waarheid | Diederik van Rooijen | Pieter Bart Korthuis | 9 december 2012  | 810.000     |
| Berry zet zijn dreigementen wat meer kracht bij door de zwangere Hanneke aan te pakken. Naast Hanneke is ook John de pineut. Als John erachter komt dat Carmen eigenlijk Carmen van Walraven is wil hij niets meer met haar te maken hebben. Door de aanslag op John is Carmen oplettender dan ooit, ze krijgt gelukkig hulp van Luther, wat gemengde gevoelens oplevert. Ondertussen lijdt het gezin van Carmen onder deze spanningen en als Natalie aankondigt te stoppen met school en te gaan werken in Amsterdam, besluit Carmen een bezoek te gaan brengen aan Ooms. |                            |                      |                      |                  |             |
| 13 | Zware tijden               | Diederik van Rooijen | Karin van der Meer   | 16 december 2012 | 847.000     |
| Door alle hectiek is Carmen de verjaardag van Boris vergeten. Ze belooft haar zoon het goed te maken met een geweldig verjaardagsdiner, die ze uiteindelijk ook afzegt als blijkt dat Irwan verdwenen is. Hanneke's weeën zijn begonnen en zij verdenkt Carmen ervan Irwan te hebben ontvoerd. Carmen is op zoek naar Irwan, die ondertussen wanhopig probeert te ontkomen en het losgeld voor elkaar probeert te krijgen. |                            |                      |                      |                  |             |
| 14 | Wie is de volgende?        | Diederik van Rooijen | Pieter Bart Korthuis | 23 december 2012 | 790.000     |
| Naarmate Irwan steeds langer wegblijft en niemand precies weet waar hij is, vreest iedereen voor zijn leven. Carmen komt zodoende in contact met Reina die nog een stash in bewaring heeft voor Irwan. Hanneke begint steeds meer Carmen te verdenken van de betrokkenheid bij Irwans verdwijning en dit gaat ten koste van hun vriendschap. André hoort ondanks de chemo dat hij niet lang meer te leven heeft. |                            |                      |                      |                  |             |
| 15 | Zwijgrecht                 | Diederik van Rooijen | Franky Ribbens       | 30 december 2012 | 891.000     |
| Midden in de nacht wordt Carmen uit haar bed gelicht door een arrestatieteam. OvJ Justine de Heer hoopt Carmen aan het praten te krijgen. Luther krijgt de opdracht om Moes onder druk te zetten, zodat Natalie bij hem weggaat. Carmen hoopt zo dat Natalie weer terugkeert naar huis, maar Natalie besluit een andere uitweg te kiezen. Justine krijgt lucht van de zelfmoordpoging van Natalie en zet alles op alles om Carmen over de streep te trekken. |                            |                      |                      |                  |             |
| 16 | Beschermengel              | Diederik van Rooijen | Karin van der Meer   | 6 januari 2013   | 909.000     |
| Doordat Justine de Heer bewijsmateriaal achterhield komt Carmen vrij. Carmen is zo nog op tijd voor de begrafenis van Irwan en komt dan oog in oog te staan met Hanneke, haar vader en met Henk Ooms. Carmen zit klem wanneer blijkt dat Ooms Simon Zwart gegijzeld houdt. Natalie wordt opgenomen in een kliniek en wil haar moeder niet meer zien. |                            |                      |                      |                  |             |
| 17 | Uit de hand gelopen        | Diederik van Rooijen | Pieter Bart Korthuis | 13 januari 2013  | 826.000     |
| Carmen weet dat ze niet meer veilig is als ze het conflict met Ooms niet oplost. Om haar handen vrij te houden, stuurt ze John en de jongens op een uitje naar de Ardennen. Samen met Sandrina besluit ze de dochter van Ooms, Pamela, en diens twee kinderen te ontvoeren. Wanneer Carmen de kinderen op een druk punt wil uitwisselen, moet Sandrina op Pamela passen. Beide acties lopen op een gruwelijke wijze mis. |                            |                      |                      |                  |             |
| 18 | Diep in de problemen       | Diederik van Rooijen | Pieter Bart Korthuis | 20 januari 2013  | 852.000     |
| Met de dood van Pamela, zit Carmen dieper dan ooit in de problemen. Ze probeert het hachje van Sandrina te redden door haar buiten te sluiten. Ondertussen kan Carmen op niemand rekenen, want iedereen op wie ze kon terugvallen is overleden of zit in de gevangenis. Ook justitie heeft geen animo meer om met Carmen in zee te gaan. Carmen moet alles op alles zetten voor haar laatste confrontatie met Ooms. |                            |                      |                      |                  |             |

### Seizoen III (2013)
| Nr. | Aflevering                 | Regisseur            | Schrijver(s)         | Datum             | Kijkcijfers |
| --- | -------------------------- | -------------------- | -------------------- | ----------------- | ----------- |
| 19 | Gevaar op de loer          | Diederik van Rooijen | Pieter Bart Korthuis | 29 september 2013 | 960.000     |
| Carmen heeft een buitengewoon succesvolle handel in cocaïne opgezet, een prachtig huis betrokken met John, de jongens en kleine Irwan. Lucien en Natalie wonen in de stad. Justitie lijkt zich rustig te houden. |                            |                      |                      |                   |             |
| 20 | Pijnlijke ontvoering       | Diederik van Rooijen | Pieter Bart Korthuis | 6 oktober 2013    | 829.000     |
| Nu Reina is ontvoerd, komt Carmen er tot haar schrik achter dat Natalie en Lucien relaties zijn aangegaan met mensen uit haar eigen organisatie. Haar kinderen vinden dat hypocriet. Dat Boris en Koen ondertussen met de nare gevolgen van hun nachtelijke joyride worden geconfronteerd, ontgaat haar volledig. Carmen snapt dat de rivaliserende bende via Reina gaat proberen haar binnenkomende transport te rippen. Ze zet alles op alles om het transport en Reina te redden, maar niet alleen blijkt Zarko een meedogenloze tegenstander, ook in haar eigen organisatie kan ze niet iedereen meer vertrouwen. Justitie zit eveneens niet stil. |                            |                      |                      |                   |             |
| 21 | Duistere geheimen          | Diederik van Rooijen | Pieter Bart Korthuis | 13 oktober 2013   | 838.000     |
| Carmen is een lading coke kwijt en heeft dringend de hulp nodig van Luther, die net weer vrijkomt uit de gevangenis. Lucien krijgt een wapen te pakken en hoopt nu Reina te kunnen bevrijden. De relatie tussen Natalie en Storm wordt steeds serieuzer. |                            |                      |                      |                   |             |
| 22 | Verraders en verklikkers   | Diederik van Rooijen | Pieter Bart Korthuis | 20 oktober 2013   | 847.000     |
| Carmen heeft een mol in haar organisatie en verdenkt Storm. Thuis is John gearresteerd wegens doorrijden na een aanrijding. John heeft een alibi, maar kan niet vertellen waar zijn auto nu is. Boris wil graag opbiechten wat er is gebeurd, maar Koen is daar fel tegen. Lucien is woedend op zijn moeder en ontroostbaar nu Reina dood is. |                            |                      |                      |                   |             |
| 23 | Ontsnapt aan de dood       | Diederik van Rooijen | Pieter Bart Korthuis | 27 oktober 2013   | 967.000     |
| Carmen gaat de confrontatie met het Mexicaanse drugskartel aan op het Leidseplein. Inmiddels is ook justitie van hun komst op de hoogte. Sandrina wordt door Van Zon geconfronteerd met een inktzwarte bladzijde uit haar verleden. Boris en Koen worden door de politie uit de klas gehaald voor een verhoor over de aanrijding. |                            |                      |                      |                   |             |
| 24 | Onderduiken en opbiechten? | Diederik van Rooijen | Pieter Bart Korthuis | 3 november 2013   | 988.000     |
| Carmen duikt onder op een oude woonboot die ooit van Frans is geweest en besluit zichzelf aan te geven om verder gevaar voor haar gezin te voorkomen. Ze belt Jim Leeflang voor een afspraak en laat Luther de kinderen beschermen en onderzoek doen naar Storm. Maar dan komt Speedy uit de gevangenis. |                            |                      |                      |                   |             |
| 25 | Bezoek van jeugdzorg       | Diederik van Rooijen | Pieter Bart Korthuis | 10 november 2013  | 965.000     |
| Carmen wil naar het buitenland vluchten, maar eerst bedenkt ze een plan om de drugs uit handen van justitie te krijgen. Natalie betrapt Berry in het ziekenhuis bij een poging om Storm te doden. Leeflang brengt haar aan het twijfelen over haar moeder. Als Carmen niet bij het gesprek met jeugdzorg aanwezig kan zijn, is voor John de maat vol. |                            |                      |                      |                   |             |
| 26 | Vuile machtspelletjes      | Diederik van Rooijen | Pieter Bart Korthuis | 17 november 2013  | 946.000     |
| Carmen probeert Berry en Milo terug aan haar kant te krijgen, maar Berry laat zich niet zomaar paaien. Boris gaat langs bij de jongen die ze hebben aangereden en hoort daar van Natalie waarom hij van Carmen over de aanrijding moest zwijgen. Van Zon onthult dat hij een oude rekening met Carmen wil vereffenen: de dood van Pamela Ooms. |                            |                      |                      |                   |             |
| 27 | Gewelddadige tegenslagen   | Diederik van Rooijen | Pieter Bart Korthuis | 24 november 2013  | 980.000     |
| Carmen dreigt uit de ouderlijke macht gezet te worden en vraagt Luther om Irwan junior in veiligheid te brengen, terwijl zij haar vluchtplan uitwerkt. Van Zon houdt Sandrina gegijzeld in het park waar ooit Pamela werd vastgehouden en stelt Carmen een ultimatum. Storm ontwaakt uit zijn coma tot vreugde van Natalie. Boris incasseert gelaten zijn straf. |                            |                      |                      |                   |             |
| 28 | Poging om te vluchten      | Diederik van Rooijen | Pieter Bart Korthuis | 1 december 2013   | 1.074.000   |
| Jim Leeflang heeft de jacht op Carmen geopend. Speedy ontvoert Carmens kinderen en eist de zeshonderd kilo coke in ruil voor hun leven. Fiep wendt zich tot Luther in een wanhopige poging te verijdelen dat Carmen en haar kleinkinderen het land moeten ontvluchten. |                            |                      |                      |                   |             |

### Seizoen IV (2015)
| Nr. | Aflevering              | Regisseur            | Schrijver(s)      | Datum             | Kijkcijfers |
| --- | ----------------------- | -------------------- | ----------------- | ----------------- | ----------- |
| 29 | De Weduwe loopt weer    | Diederik van Rooijen | Oscar van Woensel | 13 september 2015 | 1.055.000   |
| Carmen ontwaakt een aantal maanden na het ongeluk uit haar coma. Tijdens haar revalidatie wordt ze overgebracht naar de gevangenis. Officier van Justitie Justine de Heer wil een deal met haar sluiten. Ze laat Carmen vrij in ruil voor infiltratie in het Mexicaanse drugskartel. Boris bedenkt ondertussen een plan om de dader van de aanslag op zijn moeder op te sporen. Natalie en Storm runnen een eigen restaurant en hebben besloten om samen te gaan wonen. |                         |                      |                   |                   |             |
| 30 | Dubbele moord           | Diederik van Rooijen | Chris Westendorp  | 20 september 2015 | 1.026.000   |
| Carmens vrijlating wordt vol vreugde en verbazing door de familie gevierd. Het is echter ook een zwarte dag, Boris is namelijk spoorloos verdwenen. Ondertussen moet Carmen haar infiltratie geheimhouden en een dekmantel opzetten om zaken te kunnen doen met het Mexicaanse kartel. Samen met Sandrina zoekt ze contact met een oude bekende. Natalie snapt de keuzes van haar moeder niet goed en Lucien lijkt weer gelukkig in de liefde te zijn. |                         |                      |                   |                   |             |
| 31 | Waar is mijn zoon?      | Diederik van Rooijen | Willem Bosch      | 27 september 2015 | 1.045.000   |
| Carmen verdenkt het Mexicaanse kartel ervan de aanslag op John en Koen te hebben gepleegd. Ze wil een ontmoeting inplannen, maar komt erachter dat de Mexicanen haar niet vertrouwen. El Amarillo wil dat Carmen zich tegenover hem bewijst. Hij vraagt haar om een kleine partij cocaïne het land binnen te smokkelen om zo te bewijzen dat ze over de juiste middelen beschikt. Carmen kan niet langer liegen tegen haar familie en biecht op dat ze voor justitie werkt. Jack van Zon besluit te investeren in Carmens zaak. Boris komt intussen voor een lastige keuze te staan. |                         |                      |                   |                   |             |
| 32 | Wanhopige zoektocht     | Diederik van Rooijen | Bastiaan Kroeger  | 4 oktober 2015    | 1.027.000   |
| El Amarillo verdenkt Carmen van infiltratie. Hij geeft haar een tweede test. Vanuit de gevangenis adviseert Luther Carmen hierover. Carmen begint te beseffen dat de Mexicanen niets te maken hebben met de verdwijning van Boris. Carmen krijgt een tip waar hij zich bevindt, maar wil hij nog wel terug naar Carmen? Fiep probeert ondertussen nog steeds uit Simon te krijgen waar Carmens geld is. Sandrina krijgt van Carmen de taak om de bestelling op te halen, maar krijgt onverwacht bezoek van Jack.                                                                     |                         |                      |                   |                   |             |
| 33 | Gevaarlijke ontmoeting  | Diederik van Rooijen | Willem Helwig     | 11 oktober 2015   | 980.000     |
| Berry weet Boris te vinden bij de Coach waar hij wordt opgeleid. Ondertussen weten de Mexicanen te bewijzen dat Carmen een infiltrant is. Carmen besluit met hen een deal te maken om zo Justine de Heer buitenspel te kunnen zetten. Carmen weet Natalie wederom tegen haar zin erin mee te trekken. Natalie heeft op haar beurt ook een geheim voor haar moeder. Alles lijkt echter goed te gaan... Ondertussen doen Luther en Frits er alles aan om de partij coke veilig te stellen.                                                                                             |                         |                      |                   |                   |             |
| 34 | Chaos in de onderwereld | Shariff Korver       | Oscar van Woensel | 18 oktober 2015   | 959.000     |
| Nu Boris El Amarillo heeft doodgeschoten wordt hij een volwaardig lid van het team van de Coach. De partij coke die Carmen nodig had voor de deal met de Mexicanen wordt door onbekenden geript. Carmen en Luther doen er alles aan om het terug te vinden, al heeft Carmen wel een idee wie het heeft. Als het spoor uiteindelijk leidt naar iemand die ze dacht te kunnen vertrouwen komt ze er achter dat ze daadwerkelijk niemand kan vertrouwen. Storm en Natalie denken na over hun toekomst en zitten allebei op een ander spoor.                                             |                         |                      |                   |                   |             |
| 35 | Geheimen ontrafeld      | Shariff Korver       | Bastiaan Kroeger  | 25 oktober 2015   | 870.000     |
| Carmen besluit Luther als onderpand naar de Mexicanen te sturen om ondertussen de coke te zoeken. Ze krijgt vervolgens 24 uur om de partij terug te vinden. Echter heeft "de Advocaat" minder medeleven met Carmen. Berry probeert invloed te krijgen op Boris om hem zo weg te krijgen bij de Coach. Als Carmen uiteindelijk de coke terug vindt en af wil leveren raakt ze verstrikt in een confrontatie met een flinke afrekening. |                         |                      |                   |                   |             |
| 36 | Gedreven tot waanzin    | Shariff Korver       | Willem Bosch      | 1 november 2015   | 900.000     |
| Carmen neemt Berry mee naar huis tot ongenoegen van Luther en Fiep. Zij maken zich meer druk om Boris, die wederom verdwenen lijkt. Carmen gaat samen met Luther en Storm op zoek naar Boris, en het spoor leidt naar een louche seksclub in België. Dan krijgt ze een telefoontje van Jim dat haar aan het denken zet. Ondertussen vertrouwt Lucien Aïsha niet helemaal en achtervolgt haar. |                         |                      |                   |                   |             |
| 37 | Duistere familiebanden  | Shariff Korver       | Chris Westendorp  | 8 november 2015   | 976.000     |
| Boris gaat naar een afgelegen afkickkliniek, maar ook daar krijgt hij geen rust. Carmen komt oog in oog te staan met de man die zij als haar grootste vijand beschouwt. Of heeft zij haar conclusies te vroeg getrokken? Wat is het spel dat Justine de Heer speelt? Van Zon laat Sandrina de kelder zien. |                         |                      |                   |                   |             |
| 38 | Heftige ontknoping      | Shariff Korver       | Oscar van Woensel | 15 november 2015  | 958.000     |
| Officier van Justitie Justine de Heer wil een oplossing voor het probleem 'Carmen'. Carmen beseft op haar beurt dat zij eerst moet zorgen dat Justine wordt gestopt. En de Mexicanen moet ze ook nog te vriend houden. Ze vindt een partner in crime. Ze besluit een val voor Justine op te zetten, Carmen moet al haar improvisatietalent aanspreken om er goed uit te komen... Maar haar grootste vijand heeft andere plannen. |                         |                      |                   |                   |             |

### Seizoen V (2017)
| Nr. | Aflevering | Regisseur | Schrijver(s) | Datum             | Kijkcijfers |
| --- | ---------- | --------- | ------------ | ----------------- | ----------- |
| 39 |            |           |              | 27 augustus 2017  | 1.015.000   |
| Tijdens de verjaardag van Boris ontstaan er problemen in de haven. Als Carmen Berry en Storm naar de haven stuurt, wordt Storm ontvoerd. De ontvoerders willen weten waar de container met drugs is die Carmen voor het kartel vervoert. In opdracht van Carmen gaat Berry achter de ontvoerders aan, maar dit loopt verkeerd af. |            |           |              |                   |             |
| 40 |            |           |              | 3 september 2017  | 835.000     |
| Nu Frits vermoord is, heeft Carmen een nieuw contact nodig voor in de haven. Storm heeft de ontvoering overleefd, maar weet niet wie de ontvoerders zijn. Het spoor leidt naar XTC-handelaar Marcus Vos. Berry komt in contact met Amanda, die tot over haar oren in de schulden zit. |            |           |              |                   |             |
| 41 |            |           |              | 10 september 2017 |             |
| Carmen komt in de problemen met het kartel, omdat er onder leiding van Amanda een container in de haven verdwijnt. Marcus lijkt niks te maken te hebben met de ontvoering van Storm of de verdwenen container, maar zijn zoon Davey wel. Zowel Natalie als Fiep spenderen hun middag in het ziekenhuis. Als Lucien zijn nieuwe club eindelijk opent, gaat er iets gruwelijk mis.                                                                                               |            |           |              |                   |             |
| 42 |            |           |              | 17 september 2017 |             |
| In de nachtclub van Lucien zijn verschillende mensen vergiftigd met foute cocaïne. Alles wijst erop dat het gaat om de lading van Carmen. Halsoverkop probeert ze de foute coke van de straat af te krijgen en erachter te komen wie haar lading onderschept heeft. Carmen vindt dat antwoord bij Amanda. Ondertussen blijkt in het ziekenhuis dat de vergiftiging een dierbare fataal is geworden.                                                                            |            |           |              |                   |             |
| 43 |            |           |              | 24 september 2017 |             |
| Onder druk van Leon heeft de Advocaat het kartel ingeschakeld. Carmen wordt door hen meedogenloos geconfronteerd met de fouten die ze momenteel begaat. Ze besluit samen met de Advocaat een plan op te stellen om voorgoed met Leon af te rekenen. Maar tijdens een confrontatie doet Carmen een gruwelijke ontdekking over Leon. Ondertussen trekt Storm zijn eigen plan en trekt samen met Phileine bij zijn vader in. En dat terwijl Fiep hen juist zo hard nodig heeft... |            |           |              |                   |             |
| 44 |            |           |              | 1 oktober 2017    |             |
| Door de komst van het kartel en Leons bemoeienis moet Carmen snel schakelen om haar positie veilig te stellen, maar ze vraagt zich af of het de moeite waard is. Van Amanda ontbreekt ieder spoor. Boris zint op wraak na Lisa's dood. |            |           |              |                   |             |
| 45 |            |           |              | 8 oktober 2017    | 1.050.000   |
| De actie van Boris zorgt bij Carmen voor problemen met Marcus, net nu ze hebben afgesproken om samen te werken. Storm brengt Leeflang op de hoogte terwijl Carmen de deal met het Kartel wil voltooien. |            |           |              |                   |             |
| 46 |            |           |              | 15 oktober 2017   | 780.000     |
| Terwijl Boris in veiligheid wordt gebracht, wil het Kartel ineens meer xtc-pillen. Carmens enige optie is Marcus, maar wil hij nog wel samenwerken? Natalie vraagt zich af waar Storm mee bezig is. |            |           |              |                   |             |
| 47 |            |           |              | 22 oktober 2017   |             |
| Als Carmen Storms geheim ontdekt, maakt ze een beslissing die vriend en vijand verrast. Terwijl ze haar familie bij elkaar probeert te houden, probeert Leon de situatie naar zijn hand te zetten. |            |           |              |                   |             |
| 48 |            |           |              | 29 oktober 2017   |             |
| Met Berry uitgeschakeld heeft Leon vrij spel om te krijgen wat hij wil. Carmen probeert dat te voorkomen, maar raakt verder in het nauw. Ze moet beslissen wat het belangrijkste in haar leven is. |            |           |              |                   |             |